# Нудистки плаж
Нудистки плаж е плаж, на който се практикува нудизъм. Понякога се нарича плаж без облекло или гол плаж, защото потребителите са свободни да бъдат голи. Голите плажове обикновено имат смесено къпане. Такива плажове обикновено са на обществени земи и всеки член на обществото има право да използва съоръженията без членство в каквото и да е движение или абонамент. Използването на съоръженията на плажа обикновено е анонимно. За разлика от нудистки курорт или съоръжение, обикновено няма изискване за членство или проверка за използването на голия плаж и достъпът до него е свободен. Използването на съоръженията на нудистки плажове обикновено е случайно и не изисква предварителна резервация. Голите плажове могат да бъдат официални (разрешени от закона), неофициални (толерирани от жителите и правоприлагащите органи) или незаконни.
Броят на нудистите плажове в някои страни е сравнително малък и те обикновено се намират на известно разстояние от населени места. В други страни, като Дания, повечето плажове не са задължителни с облекло. Голото плажуване е най-често срещаната форма на нудизъм на обществени места. Голият плаж не трябва да се бърка с плаж без горнище, където не се изисква облекло за горната част на тялото нито за жените, нито за мъжете, но плувна или плажна дреха, покриваща гениталната област, е задължителна както за мъжете, така и за жените. Нудисткият плаж трябва да се счита за плаж без дрехи.
Голите плажове обикновено са отделени или изолирани физически от обикновените плажове с бански костюм. В други случаи нудистите поддържат удобно разстояние от потребителите на обикновения плаж. Често се използват знаци, за да предупреждават непознатите ползватели на плажа за специално обособените зони на плажа. Това е подходящо за хора, които не се чувстват комфортно с голота, както и за нудисти, които не обичат да бъдат наблюдавани от облечени хора, особено такива, които се занимават с воайорство.
В много страни има нудистки комплекси и те са изключително печеливш бизнес. Най-емблематичен е френският нудистки курорт Вилаж Натурист (на френски: Village Naturiste) – квартал Багнас на морския курорт Кап д’Aгд край Монпелие. Създаден е през 1974 г. от френската държава изключително за натуризъм. Има изградена пълна инфраструктура. Супермаркети, банки и фризьорски салони в нудисткото селище посрещат с усмивка своите чисто голи клиенти. Вилаж Натурист е с размерите на българския курорт Златни пясъци. Той е един от най-големите нудистки обекти в света и първи в Европа по приемен капацитет (хотели, туристически резиденции, къмпинг селище). Там може да се прекарва гол 24 часа. Контролът за облечени на плажа се осъществява от френската полиция. Освен това удоволствието е много скъпо и всички цени са необичайно високи. По тези причини е имало отлив на туристи, най-вече на натуристки семейства, които се отвращават от строгите норми и предпочитат други нудистки плажове без задължителни правила. В резултат на това курортът изгубва одобрението си от Френската натуристка федерация. За да се спрат тези явления, през 2004 г. е въведена Харта на натуристкото селище, разработена съвместно от общината и местни нудистки, туристически, търговски и селищни организации. Всяко лято курортът приема по 40 000 нудисти. 

## Нудистки плажове в Европа
Сред най-известните и препоръчваните нудистки плажове в Европа са следните: [неблагонадежден източник - 14:26, 23 април 2025 (UTC)]

1. Курорт „Вилаж Натурист“ – Кап д’Aгд край Монпелие, Франция.
2. Таити – трети сектор от район Таити на плажа Пампелон в Сен Тропе, Франция. Създаден е през 1934 г. и заема 2940 кв. м, от които са застроени едва 400. Плажната ивица е широка 100 м и има бял, жълт и кафяв пясък. Тук за първи път се появяват монокините през 60-те години XX век. Плажът е любимо място на знаменитости от света на киното и музиката. Той набира световна популярност с филма „И Бог създаде жената“, записан на плажа през 1955 г. В главната роля Бриджит Бардо популяризира модата на бикините. Местната столова, в която се е хранил снимачният екип, е превърната в луксозен клуб и ресторант, наречен Клуб 55 в чест на годината на създаване на филма.[3][4]
Плажът се превръща и в място за натуризъм. Тук се разиграва и сцената от популярната комедия „Полицаят от Сен Тропе“ (1964), в която Луи дьо Финес в ролята на инспектор Крюшо лови нудисти. Мястото е прочуто с декадентската си атмосфера и нудистките си круизи.[5]
3. Плая де Болоня – Кадис, Испания.
4. Плая де Кавалет – на балеарския остров Ибиса, Испания, в Средиземно море. Плажът е разположен на едно от най-красивите места на остров Ибиса – в най-южната му част, на провлак между морето и голяма лагуна. Намира се на 5 км от летището, 6 км от курорта Боса и 10 км от най-големия град на острова Ибиса. Заедно с околните територии се счита за защитена зона за мигриращи птици и природен резерват. Той е официален оборудван нудистки плаж, с инфраструктура и много високи цени. Има бял пясък и размери 1100 × 30–40 м. Основната нудистка зона е в средната част на плажа, зад пясъчните дюни. Северният край на Кавалет с паркинга и двата ресторанта е посещаван от известни личности. В южния край има активна гей сцена около плажен ресторант и е официален ЛГБТ плаж, затова е с най-голяма концентрация на тези среди на острова.[6]
5. Неофициални плажове на о-в Ибиса: Фигеретас е в средата на предградието Фигеретас на град Ибиса в южния залив. На 4 км южно от града е Плая д'ен Боса, нудистки в централната си част. Лас Салинас има място за голи къпещи се в малките заливи зад далечния край на плажа към пиратската кула. Кала Конта има нудистко място в малкия залив Кала Ескондида. Агуас Бланкас, на север, е по-трудно достижим и дава повече уединение. Плажовете са с достъпни цени. Посещавани са и от ЛГБТ.[7]
6. Прая да Барета – на остров Барета (Иля Дезерта) в природния парк-лагуна Риа Формоза в регион Алгарви, до южния атлантически бряг на Португалия.
7. Балдарин – част от плажа на село Пунта Крижа в южната част на остров Црес на Адриатическото крайбрежие, на 2 км от град Осор, Хърватия.
8. Прая до Барил – на остров Тавира, също в природния парк Риа Формоза, Португалия.
9. Валалта – голям и изискан нудистки къмпинг в Ровин, Хърватия на Адриатическо море, затворен комплекс с пропуск и инфраструктура, носител на международни туристически награди. Плажът е дълъг близо 2 км и има естествена сянка – нещо, което рядко се среща по света. Освен това предлага басейн с аквабар и водна пързалка. Комплексът има собствена пивоварна. В заведенията клиентите трябва да са облечени.[8]
10. Улцинският плаж на нудисткия плажен комплекс „Ада Бояна“ – в западния ъгъл на курортния триъгълен остров Бояна (3 х 3 х 3 км) между Адриатическо море и двата ръкава от устието на р. Бояна, най-южната част на Черна гора на границата с Албания. Платен достъп с входна такса 5 евро към 2018 г. Водата поддържа подходяща температура за къпане чак до ноември.[9]
11. Червеният плаж – о. Крит, Гърция. През 90-те години на XX век там на палатка всяко лято е ходил бъдещият френски президент Франсоа Оланд, който е издълбавал в мекия варовик лица на хора и фигури на животни.
12. Плакиас – най-източната част на плажа Плакиас в южната част на префектура Ретимно в Крит (Гърция), която се използва главно от туристи за нудизъм.
13. Плажът на селището Коктебел – югоизточен Крим, Русия.
14. Плажът на нос Хоен Вишендорф – северозападно от Висмар, провинция Мекленбург-Предна Померания, Североизточна Германия.

### Нудистки плажове в България
В България има редица нудистки плажове по цялото Черноморие.
Северно Черноморие

- Панорама. В курорта Златни пясъци северно от яхтеното пристанище е единственият в България официален нудистки плаж по световни стандарти „Панорама“, край спирка „Панорама“. Подходящ е за къмпинг и каравани. Плажът е с бар и се управлява от Галин Герчев, председател на Българската натуристка федерация. Част от него е известна и като гей-нудистки плаж.
- В северната градска зона на Варна са и плажът на спирка „Студентска“ в кв. „Бриз“ и плаж „Журналист“ в северната част на парк-хотел „Журналист“.

На север от град Варна нудистки плажове има в Кранево, Българево, Камен Бряг, Тюленово, Шабла, Езерец, Крапец и Дуранкулак.
- Балтата е северният плаж на село Кранево, след устието на Батова река. Посещава се предимно от нудисти. Нудистката зона е в средната му част с дължина 280 м и ширина 50 – 60 м. Обхваща южната част на лимана Батова.
- Зеленка – местността е между село Българево и нос Калиакра. Погледнат отгоре, заливът на Зеленка прилича на зелено петно, затова носи това име. Плажната ивица е тясна и дълга, но е песъчлива около 600 м, на места има по-големи камъчета и няма спасители. Наблизо има открито газово находище, а до плажа няма асфалтов път. Затова не е посещаван от много хора и е много подходящ за нудисти и хора, които предпочитат усамотение.
- Камен Бряг. Брегът е скалист и доста опасен. На практика пясъчен плаж на самия Камен бряг няма. Вълните се разбиват шумно в големите скали. Водата е кристално чиста, мястото е уникално и  диво, а свободата е пълна. Отвъд оживените зони се срещат и нудисти.
- Езерец е незасегнат плаж от урбанизацията, достъпен с автомобил по черен път на около 3 км източно от село Езерец. Мястото е изключително чисто, тихо и необитаемо. В неактивния сезон човек може да се окаже единствен посетител на плажа. Зад него е Езерецкото езеро, което е сладководно.
- Шабла е плажът при къмпинг „Добруджа“, на 5,5 км североизточно от град Шабла. Той е продължение на плаж „Езерец“ на юг. Плажът е спокоен и безшумен. Много подходящ е за хора, обичащи дивата природа. През по-голяма част от летния сезон няма много туристи. Плажната ивица е чиста и голяма. Зад нея е Шабленското езеро. Южно от плажа в близост са заведенията за хранене и нощуване на къмпинг „Добруджа“ и езерото „Шабленска тузла“ с лековита кал и морски плаж. Нос Шабла е най-източната точка на българското Черноморие. Това е първото място в България, което слънцето огрява рано сутрин. Любителите на историята могат да видят най-стария морски фар на Балканския полуостров.
- Крапец е един от най-дългите пясъчни плажове в България, на който отвъд оживените места се срещат и нудисти. Нудистката зона е в южния край на плажа, на нос Крапец. Дори в разгара на лятото плажът остава незасегнат от тълпите хора. Достъпен е с автомобил по асфалтов и черен път, на 1,5 км северно от с. Крапец. Опасност са силните течения в морето.
- Северният плаж на Дуранкулак е най-северната точка на Българското Черноморие. Той е разположен североизточно от селото, непосредствено до държавната граница с Румъния. Плажът е спокойно място, рядко посещавано от хора, поради отдалечеността си от големите градове. Останал е незасегнат от строителни процеси. Пясъкът е примесен с много мидени черупки, рапани, камъчета и изхвърлени от морето водорасли. Морската вода е чиста и студена, често има вълнение. Близо до плажа се намира Дуранкулашко езеро.

Южно от Варна нудистки плажове има край Галата и местността Паша дере.
- Галата – югоизточно от кв. Галата на 7 км от Варна. Мястото е труднодостъпно, по доста стръмни стълби с 487 стъпала през прохладна гора, рядко се посещава от туристи и е предпочитано както от нудисти, така и от нормално плажуващи. Плажът е чист с много мек и златист пясък, почти безлюден, с естествена природа и бистра морска вода. Подходящ е за къмпингуване, риболов и гмуркане, но не се охранява. Цялата плажна ивица е дълга 550 м.
- Дивен кът – камениста пясъчна ивица, продължение на юг на плаж „Галата“. Обозначен е като нудистки плаж върху камъните и е трудно достъпен от брега. Ивицата е тясна и дълга 350 м.
- Фичоза – на 500 м южно от плаж „Дивен кът“, но е недостъпен от него по суша. Достига се по асфалтиран път от разклона с радарна кула на южноизходящото шосе от кв. Галата, на 4 км от квартала, за местността „Фичоза“. Нудистка зона е само част от плажа.
- Паша дере – южно от плажовете „Фичоза“ и „Черноморец“. До Паша дере се стига по тесни черни пътища от разклони на пътя Варна – Бургас: на 4 км южно от кв. Аспарухово – на юг и югоизток 8 км, или на 3 км югоизточно от с. Приселци – на север и североизток 10 км. Плажът е дълъг около 1300 м, чист, широк, ненаселен и незасегнат от хората. Затова е посещаван от лагеруващи на палатки и нудисти.

Централно Черноморие

В средната част на крайбрежието са популярни нудистките плажове:
- Къмпинг „Романтика“ – югоизточно от с. Близнаци, община Аврен. Има стара изградена инфраструктура – заведения за хранене, магазини. Плажът е на място с красива природа. Част от него е нудистки плаж. Крайбрежната ивица е широка и чиста със ситен пясък. Водата в целия район е чиста. Къпането може да е опасно, защото често има подводни ями, а плажът е неохраняем. [10]
- Камчия;
- Кара дере;
- Иракли;
- Слънчев бряг – на устието на Хаджийска река, близо до гориста местност и почивната станция на Министерския съвет. Част от него е гей-нудистки плаж.
- Най-южният несебърски плаж е нудистки. Посещава се от много нудисти, а ивицата е тясна.

Южно Черноморие

По Южното черноморие са известни редица плажове, посещавани от нудисти: 
- Царски плаж (Роял Бийч, Златна рибка) – на 3 км югозападно от Созопол, срещу къмпингите „Златна рибка“ и „Офшор“. В неоживените места се срещат нудисти.
- Плаж „Харманите“ в Созопол – обозначена зона в югоизточния край на пясъчната ивица с дължина 90 м и ширина от 10 до 30 м.
- Къмпингите Каваците, Смокиня и бившият Веселие – южно от Созопол.
- Плаж „Алепу“, известен още и като „Шофьорския плаж“ – между курорта „Дюни“ и ваканционното селище „Свети Тома“, непосредствено до главния път. Посещаван е от нудисти предимно в началото и в края на сезона. През оживените летни месеци почти няма нудисти. Плажът е лиман, а дюните му са част от защитената местност Ропотамо. От другата страна на пътя е блатото  „Алепу“. [13]
- Плаж „Перла“, известен и с името „Ривиера“, е на около 3 км северно от Приморско. и е разположен е до бившата държавна резиденция „Перла“ от социалистическо време. Край плажа се простира дъбова гора, която е част от буферната зона на резерват „Ропотамо“. В гората и на брега паркирането е разрешено и е безплатно. Къмпингуването е забранено. Плажът е подходящ за семейства и се посещава от нудисти.
- Северният плаж в Приморско – южно от порутената буна.
- Къмпинг „Юг“ – между Китен и Лозенец.
- Белите скали (Бабин/Бабешки плаж) – село Лозенец, община Царево).
- Плажовете „Тарфа Рак“, „Тарфа“ и „Тарфа Юг“ – в местността „Тарфа“, югоизточно от Лозенец. Малки нудистки мидени плажове с пясъчна ивица между скалите и изглед към морето съответно на север, североизток и изток. [14]
- Плаж „Залив Вергόти“ между Лозенец и Царево.
- Къмпинг „Нестинарка“ югоизточно от Стария град на Царево (кв. „Василико“) в залива „Рохи“. Нудистка е само част от плажа.
- Плажовете „Вилката“ и „Рохи“ североизточно от Нестинарка, от североизточната страна на нос „Рохи“, който загражда залива „Рохи“ от изток. Нудистки мидени плажове с настилка, годна за лежане,  от едро натрошени мидени черупки и малки, гладки, сиви камъчета. Ивицата е силно наклонена към морето. Почти цялата основа е скална плоча, скали и камъни, което не позволява да се забие чадър навсякъде. На върха на нос „Рохи“, между двата скални зъбера с формата на вилка е малкият плаж „Вилката“. На около 200 м южно от него е по-големият и по-хубав плаж „Рохи“. Достъпни са по отделни стръмни пътеки по 100 – 200 м от паркинга на платото на нос „Рохи“, който е югоизточно на около 2 км по шосе и черен път от царевския квартал „Василико“. [15][16]
- Плаж „Тоблерон“ югоизточно от къмпинг „Нестинарка“, на около 1,5 – 2 км южно от нос „Рохи“ и северно от рибно-консервната фабрика на главния път в Лафинския залив. Достъпен е по стръмна пътека около 200 м от място за паркиране на брега, което е на около 1 км по шосе и черен път от разклона на главния път за бившо военно поделение. Миден нудистки плаж между устията на две дерета, които чрез наноси са създали и пясъчна настилка. На малко места пясъкът е хубав, но по скалите има кристализирала морска сол. [17]
- Къмпинг „Делфин“ на 2,7 км южно от центъра на село Варвара и на 700 м северно от края на Ахтопол: с кола до разклон с бариера и 60 метра встрани от пътя по стръмна пътека. Плажът е с 34 метра по-ниско от нивото на шосето и не се вижда от него. Той е с наемател и охраняем. Дълъг е 415 м и е широк средно 23 м. Нудисти все още се настаняват десния (южния) край и по-рядко в севернея край зад свлачище. [18]
- Северният плаж в Синеморец – в края на плажа близо до устието на река Велека. Тъй като районът е трудно достъпен, плажът е слабо населен и посещаван от нудисти;
- Плаж „Липите“ южно от южния плаж на с. Синеморец. Заобиколен е от гора и е любимо място на търсещи уединение, включително и на нудистите.

## В други континенти
- Халовер – Флорида, САЩ
- Литъл бийч – остров Мауи, Хавай, САЩ. Известен като неофициален плаж без дрехи на хавайския Мауи, Литъл бийч е изолиран и заобиколен от високи храсти, стръмни вулканични скали и причудливи коренища. Въпреки че голото плажуване е незаконно в Хавай, на плажа от години не е ходил полицай. Затова там се стичат натуристи от цял свят, както и известният артист д-р Лежър, който рисува от натура на нудистките сборища повече от десетилетие.
- Чихуахуа – Уругвай